# World Association of Theoretical and Computational Chemists
Die World Association of Theoretical and Computational Chemists (WATOC) ist eine Organisation für Theoretische Chemie. Sie wurde 1982 unter dem Namen World Association of Theoretical Organic Chemists gegründet, änderte ihren Namen aber, da die Begrenzung auf theoretische organische Chemie zu eng war. Die Mitgliedschaft steht Wissenschaftlern in theoretischer Chemie bzw. Computerchemie offen.
Sie veranstalten alle drei Jahre den WATOC Congress, der zuerst 1987 in Budapest stattfand und zum Beispiel 2017 in München (mit rund 1500 Teilnehmern, organisiert von Christian Ochsenfeld) und 2002 in Lugano. Der Kongress alterniert mit dem International Congress of Quantum Chemistry der IAQMS.
Sie vergeben die Schrödinger Medal und eine Dirac-Medaille für Nachwuchswissenschaftler unter 40 Jahren.

## Präsidenten
- 1987–1990 Imre Csizmadia
- 1990–1996 Paul von Ragué Schleyer
- 1996–2005 Henry F. Schaefer
- 2005–2011 Leo Radom
- 2011–2017 Walter Thiel
- 2017–2020 Peter M. W. Gill

## Dirac-Medaille
Preisträger der Dirac-Medaille der WATOC waren: 
- 1998 Timothy J. Lee für bedeutende Beiträge zur Entwicklung von ab initio Methoden in der Quantenchemie und ihre Anwendung auf wichtige Probleme in der atmosphärischen Chemie und theoretischen Spektroskopie.
- 1999 Peter Gill für seine Pionierbeiträge zur effizienten Berechnung von Coulomb-, Austausch- und Korrelationsenergien in der Dichtefunktionaltheorie und in Wellenfunktions-basierten Rechnungen.
- 2000 Jiali Gao für die Entwicklung von Methoden, die sowohl Quantenmechanik als auch molekulare Mechanik umfassen.
- 2001 Martin Kaupp für die Anwendung der Theorie elektronischer Struktur auf NMR, speziell bei schweren Elementen.
- 2002 Jerzy Cioslowski für grundlegende Beiträge zum Studium von Fullerenen und zum Verständnis der chemischen Bindung.
- 2003 Peter Schreiner für herausragende Anwendungen der Quantenchemie in der physikalischen organischen Chemie.
- 2004 Jan Martin für die Entwicklung und Anwendung akkurater Methoden zur Vorhersage thermochemischer Größen und für wichtige Kollaborationen mit experimentellen Kollegen in der Biochemie.
- 2005 Ursula Röthlisberger für ihre Forschung über die Car-Parrinello Simulation chemischer und biochemischer Systeme, zum Beispiel bei ihrer Untersuchung von chiralen Pd(II) Chlorosilyl-Komplexen.
- 2006 Lucas Visscher für seine herausragenden Errungenschaften in relativistischer Quantenchemie.
- 2007 Anna Krylov für ihre herausragende Forschung über neue Methoden in der Theorie elektronischer Struktur beim Bruch von Verbindungen, speziell die Spin-flip Methode.
- 2008 Kenneth Ruud für seine herausragende Arbeit zur Entwicklung von ab initio Methoden zur Berechnung der Eigenschaften von Molekülen bei äußeren elektrischen und magnetischen Feldern.
- 2009 Jeremy Harvey für seine herausragende Arbeit über die chemische Reaktivität von Übergangsmetallverbindungen, das Verständnis metallorganischer Katalyse und die Verwendung der Dichtefunktionaltheorie für Übergangsmetalle.
- 2010 Daniel Crawford für eine Reihe herausragender Fortschritte in theoretischer Chemie, einschließlich Coupled Cluster Methoden mit reduzierter Skalierung für die Berechnung optischer Rotation und CD-Spektren großer chiraler Moleküle.
- 2011 Leticia Gonzalez für ihre herausragenden Beiträge zur Kombination akkurater quantenmechanischer Methoden für angeregte elektronische Zustände quantenmechanischer Reaktionsdynamik zur Kontrolle chemischer Reaktionen.
- 2012 Paul Ayers für seine zahlreichen mathematischen und rechnerischen Einsichten in die Dichtefunktionaltheorie, einschließlich der Anwendung auf die Theorie der chemischen Reaktivität.
- 2013 Filipp Furche für seine Entwicklungen zeitabhängiger Dichtefunktionaltheorie und ihre Anwendung in der Photochemie und seine Beiträge zur Random Phase Approximation für Systeme mit kleiner Bandlücke.
- 2014 Denis Jacquemin für Fortschritte in der Simulation physikalischer Eigenschaften, insbesondere angeregter Zustände, von löslichen Farbstoffen und Photochromen mit fast-chemischer Genauigkeit.
- 2015 Edward Valeev für seine Beiträge zur Entwicklung explizit korrelierter R12 und F12 Methoden einschließlich einer praktischen MRCI-R12 Implementation.
- 2016 Johannes Neugebauer für Beiträge zur Subsystem Dichtefunktionaltheorie und eingebettete Methoden einschließlich Konzepten, Implementationen und Anwendungen in Spektroskopie, Photochemie und Photosynthese.
- 2017 Francesco Evangelista für Arbeiten zu fortgeschrittener Zustands-spezifischer Multireference Coupled Cluster Theorie, insbesondere für die Formulierung neuartiger Störungstheorie-Korrekturen und die Untersuchung der Effekte von Anregungen höherer Ordnung.
- 2018 Erin Johnson für grundlegende Beiträge zur Dichtefunktionaltheorie, insbesondere der Theorie der Dispersionswechselwirkungen, und breite Anwendungen in der organischen, anorganischen und Materialchemie.
- 2019 Satoshi Maeda für seine Entwicklung von automatischen Suchmethoden für Reaktionswege auf Potentialoberflächen und deren Anwendung auf verschiedene chemische Reaktionen.
- 2020 Alexandre Tkatchenko für seine Entwicklung von dispersiven und nicht-additiven dispersiven Modellen die die Genauigkeit von Dichtefunktionaltheorie-Näherungen von Materialien und komplexen molekularen Systemen revolutioniert haben.
- 2021 Edit Matyus für die Entwicklung neuer Methoden zur Untersuchung der Quantendynamik der Kernbewegung in Molekülen mit vielen Atomen und für die Anwendung dieser Methoden zur Vorhersage von Rotations-Vibrations-Tunnel-Spektren von Molekülen und molekularen Clustern.
- 2022 Katharina Boguslawski For the development of new quantum chemistry methods for ground and excited states of strongly and weakly correlated systems based on tensor-network states approaches like DMRG.
- 2023 Thomas Jagau For his development of theoretical framework and robust many-body methods for treating resonances using non-Hermitian quantum mechanics, coupled-cluster and equation-of-motion coupled-cluster approaches.
- 2024 Alexander Sokolov For developing excited-state electronic structure theories, including linear-response density cumulant, periodic and multireference algebraic diagrammatic construction, and spin-orbit N-electron valence perturbation approaches.
- 2025 Giuseppe Barca